# Transportnetwerk
Een transportnetwerk of vervoersnetwerk is het geheel van transportlijnen of verbindingen met knooppunten waarlangs stromen zich verplaatsen, een netwerk van in tijd en plaats samenhangende vervoersdiensten. Het kan hierbij gaan om een wegen- of spoorwegnetwerk, maar ook pijp- en elektriciteitsnetwerken worden hiertoe gerekend. Middels grafen kan een transportnetwerk schematisch inzichtelijk worden gemaakt.
Op een plaats waar de halteringspunten van twee of meer vervoersdiensten geografisch samenvallen en in tijd optimaal samenhangen is er sprake van een aansluiting en kan een reiziger overstappen van de ene op de andere vervoersdienst. Bij goederenvervoer is dit overslag.